# Musa Narandż
Musa Narandż (pers. موسي نارنج) – wieś w zachodnim Iranie, w ostanie Kermanszah. W 2006 roku miejscowość liczyła 136 osób w 36 rodzinach.